# 陳其昌 (光緒進士)
陳其昌，江西省瑞州府高安縣人，清朝政治人物、進士出身。
光緒二十四年，登進士。长于书法。